# NGC 7135
NGC 7135 est une vaste galaxie lenticulaire située dans la constellation du Poisson austral. Sa vitesse par rapport au fond diffus cosmologique est de 2 387 ± 18 km/s, ce qui correspond à une distance de Hubble de 35,2 ± 2,5 Mpc (∼115 millions d'al). NGC 7135 a été découverte par l'astronome britannique John Herschel en 1834.
NGC 7135 est une galaxie active (AGN) et selon la base de données Simbad, c'est une galaxie active de type Seyfert 1.
À ce jour, trois mesures non basées sur le décalage vers le rouge (redshift) donnent une distance de 29,533 ± 9,036 Mpc (∼96,3 millions d'al), ce qui est à l'intérieur des valeurs de la distance de Hubble. Notons cependant que c'est avec la valeur moyenne des mesures indépendantes, lorsqu'elles existent, que la base de données NASA/IPAC calcule le diamètre d'une galaxie et qu'en conséquence le diamètre de NGC 7135 pourrait être d'environ 86,5 kpc (∼282 000 al) si on utilisait la distance de Hubble pour le calculer.
En se référant à un livre publié en 1976, la base de données NASA/IPAC indique que NGC 7135 forme une paire de galaxies avec NGC 7130. Il y a erreur quelque part, car sur la page de NGC 7130, onglet classifications, on indique que NGC 7130 forme une pair avec IC 5131, ce qui est également incorrect (voir la page de NGC  7130). D'autre part, les galaxies NGC 7130 et NGC 7135 dont à des distances vraiment différentes, 67,64 ± 4,75 pc et 35,2 ± 2,5 pc, et elles ne forment donc pas une paire réelle.